# スプリングカップ (名古屋競馬)
スプリングカップは愛知県競馬組合が施行する地方競馬の重賞（SPI）である。正式名称は「スポーツニッポン賞 スプリングカップ」。

## 概要
1973年に名古屋競馬場のサラブレッド系4歳（現3歳）の東海（笠松・愛知）所属馬限定の重賞競走「スプリングカップ」として創設で毎年3月（1990年と1996年では2月）に開催。ただし、1980年、1983年、1986年は施行されなかった。
1997年からは東海地区重賞格付け制度施行によりSPII（スーパープレステージツー）に格付けされた。同年は中央競馬のNHKマイルカップのステップ競走の北陸・東海地区のブロック代表馬として行われ、優勝馬はニュージーランドトロフィーの競走に出走可能となり、更にこの競走で上位3着までに入賞すると、NHKマイルカップへ出走可能であった。
1998年からは中央競馬のGIステップ競走の対象がNHKマイルカップから東京優駿（日本ダービー）に変更された。優勝馬は中央競馬の東京優駿のステップ競走の北陸・東海地区（2000年からは近畿地区、2009年からは中国地区を含む）のブロック代表馬として、青葉賞、京都新聞杯、プリンシパルステークスのいずれかの競走に出走可能となり、更にこのいずれかの競走で青葉賞と京都新聞杯では上位2着までに、プリンシパルステークスでは1着に入ると、東京優駿へ出走可能となっていた。ただし、本競走優勝馬が東京優駿のトライアル競走に出走したことは一度も無かった。
1992年から数年間は三重テレビ放送から優勝杯の提供を受け、「三重テレビ賞 スプリングカップ」の名称で施行され、2000年代は名古屋タイムズ社から優勝杯の提供を受け、「名古屋タイムズ賞 スプリングカップ」の名称で施行された。
2009年は名古屋タイムズ社が2008年10月31日の発行分をもって休刊したことにより優勝杯の提供から撤退し、名称を「スプリングカップ」に変更、その後の名称は2010年から2013年までが「中京スポーツ賞 スプリングカップ」2015年が「スポーツ報知賞 スプリングカップ」、2016年からは「スポーツニッポン賞 スプリングカップ」となっている。
2015年に格付けがSPIに格上げされた。
施行距離は創設当初と2016年 - 2018年はダート1600m、2002年 - 2013年・2019年はダート1800m、2014年 - 2015年はダート1400m。なお、1978年 - 1985年までは中京競馬場の芝コース（1978年のみ芝1700m、1979年 - 1985年では芝1800m）で施行された。
2023年からは名古屋競馬場の移転に伴い、ダート1700mへ距離が変更される。
出走条件は創設当初と2014年は東海所属限定、1997年 - 1999年までは北陸・東海地区、2000年 - 2006年は北陸・東海・近畿地区、2007年 - 2013年は北陸・東海・近畿・中国地区交流で行われた。2015年から2023年は全国地方交流として行われたが、2024年より西日本地区交流競走となっている。

### 条件・賞金（2025年）
出走条件
サラブレッド系3歳、西日本地区交流で他地区所属馬の出走枠は5頭以下と定められている。
負担重量
別定（56kg、牝馬2kg減）
賞金額
1着800万円、2着280万円、3着160万円、4着120万円、5着80万円、着外8万円。
副賞
スポーツニッポン新聞社賞、愛知県競馬組合管理者賞、開催執務委員長賞

## 歴史
- 1973年 - 名古屋競馬場のダート1600mのサラブレッド系4歳（現3歳）の東海所属馬限定の重賞競走「スプリングカップ」として創設。
- 1978年 - 施行場を中京競馬場の芝1700mに変更。
- 1979年 - 施行距離を芝1800mに変更。
- 1980年 - 施行されず。
- 1983年 - 施行されず。
- 1986年 - 施行されず。
- 1987年 - 施行場を名古屋競馬場のダート1600mに戻す。
- 1992年 - 三重テレビ放送から優勝杯の提供を「三重テレビ賞 スプリングカップ」に変更。
- 1997年
  - 東海地区重賞格付け制度施行によりSPIIに格付け。
  - この年から北陸・東海地区交流競走として施行され、出走条件を「サラブレッド系4歳（現3歳）の北陸・東海所属馬」に変更。
  - NHKマイルカップへのステップ競走に指定され、1着馬にNHKマイルカップトライアルへの出走権が付与される様になる。
- 1998年
  - NHKマイルカップから東京優駿（日本ダービー）のステップ競走に変更。1着馬に、東京優駿トライアルへの出走権が付与される様になる。
  - 当時、笠松所属の安藤勝己が騎手として史上初の4連覇。
  - 笠松の荒川友司が調教師として史上初の連覇。
- 2000年 - この年から北陸・東海・近畿地区交流競走として施行され、出走条件を「サラブレッド系4歳（現3歳）の北陸・東海・近畿所属馬」に変更。
- 2001年 - 馬齢表示の国際基準への変更に伴い、出走条件が「サラブレッド系4歳の北陸・東海・近畿所属馬」から「サラブレッド系3歳の北陸・東海・近畿所属馬」に変更。
- 2002年 - 施行距離をダート1800mに変更。
- 2003年
  - 愛知の吉田稔が騎手として史上2人目の連覇。
  - 愛知の角田輝也が調教師として史上2人目の連覇。
- 2007年 - この年から北陸・東海・近畿・中国地区交流競走として施行され、出走条件を「サラブレッド系3歳の北陸・東海・近畿・中国所属馬」に変更。
- 2009年 - 名古屋タイムズ社が優勝杯の提供から撤退され、名称を「スプリングカップ」に変更。
- 2010年 - 東京スポーツ中部支社から優勝杯の提供を受け、名称を現在の「中京スポーツ賞 スプリングカップ」に変更。
- 2012年 - 兵庫のエーシンユリシーズが東海地区以外の所属馬として初制覇。
- 2013年 - 福山競馬場の廃止により中国地区から競馬場がなくなったため、出走条件を「サラブレッド系3歳の北陸・東海・近畿所属馬」に変更。
- 2014年
  - 施行距離をダート1400mに変更。
  - 東京優駿へのステップ競走から除外。
  - 出走条件を「サラブレッド系3歳の東海所属馬」に変更。
- 2015年
  - 出走条件を「サラブレッド系3歳・全国地方交流」に変更
  - SPIに格上げ。
- 2016年 - 施行距離をダート1600mに変更。
- 2019年 - 施行距離をダート1800mに変更。
- 2023年 - 名古屋競馬場の移転に伴い、施行距離をダート1700mに変更。
- 2024年
  - 西日本地区交流に変更。
  - 「創刊75周年記念スポーツニッポン賞 スプリングカップ」の名称で施行。

### 歴代優勝馬
| 回数   | 施行年月日    | 優勝馬             | 性齢 | 所属 | タイム | 優勝騎手   | 管理調教師 |
| ------ | ------------- | ------------------ | ---- | ---- | ------ | ---------- | ---------- |
| 第1回  | 1973年3月21日 | ギフオーザ         | 牡4  | 笠松 |        |            | 倉間昭夫   |
| 第2回  | 1974年3月17日 | サンチヤイナ       | 牡4  | 愛知 | 1:40.6 | 本名信行   | 水谷文平   |
| 第3回  | 1975年3月21日 | アビヨン           | 牡4  | 愛知 | 1:43.1 | 近藤二郎   | 磯村林三   |
| 第4回  | 1976年3月20日 | サンキン           | 牡4  | 愛知 | 1:43.3 | 内村寛司   | 竹田正克   |
| 第5回  | 1977年3月21日 | ダイタクチカラ     | 牡4  | 笠松 | 1:41.8 | 原隆男     | 倉間昭夫   |
| 第6回  | 1978年3月21日 | タツノベースン     | 牡4  | 愛知 | 1:45.2 | 伊藤光雄   | 野島三喜雄 |
| 第7回  | 1979年3月25日 | キタカミ           | 牡4  | 愛知 | 1:52.4 | 本名信行   | 岩瀬裕     |
| 第8回  | 1981年3月21日 | ブルーホオシヨウ   | 牡4  | 愛知 | 1:53.5 | 内沢信昭   | 野島三喜雄 |
| 第9回  | 1982年3月22日 | ゴールドレツト     | 牡4  | 愛知 | 1:53.3 | 原口次夫   | 磯村林三   |
| 第10回 | 1984年3月20日 | リユウズイシヨウ   | 牡4  | 笠松 | 1:53.4 | 町野良隆   | 大橋憲     |
| 第11回 | 1985年3月21日 | ワイドアロー       | 牡4  | 愛知 | 1:54.8 | 荒巻透     | 青山幸健   |
| 第12回 | 1987年3月18日 | ワイズルーラ       | 牡4  | 笠松 | 1:42.2 | 川原正一   | 後藤保     |
| 第13回 | 1988年3月21日 | トウカイシヤーク   | 牡4  | 笠松 | 1:45.2 | 安藤勝己   | 小井土金一 |
| 第14回 | 1989年3月1日  | サンリナール       | 牡4  | 愛知 | 1:42.7 | 白坂芳文   | 錦見勇夫   |
| 第15回 | 1990年2月28日 | マツクスフリート   | 牝4  | 笠松 | 1:44.8 | 安藤勝己   | 荒川友司   |
| 第16回 | 1991年3月6日  | カズノタンポポ     | 牝4  | 愛知 | 1:43.2 | 佐野宗位   | 永田三郎   |
| 第17回 | 1992年3月4日  | シンワコウジ       | 牡4  | 愛知 | 1:43.3 | 櫻井今朝利 | 伊藤光雄   |
| 第18回 | 1993年3月3日  | ライデンスキー     | 牡4  | 笠松 | 1:41.3 | 井上孝彦   | 荒川友司   |
| 第19回 | 1994年3月2日  | マルカショウグン   | 牡4  | 笠松 | 1:43.5 | 今井孝一   | 神部幸夫   |
| 第20回 | 1995年3月1日  | コルテスチェリー   | 牡4  | 笠松 | 1:43.3 | 安藤勝己   | 荒川友司   |
| 第21回 | 1996年2月28日 | フジノハイメリット | 牡4  | 笠松 | 1:44.4 | 安藤勝己   | 梶原軍造   |
| 第22回 | 1997年3月5日  | シンプウライデン   | 牡4  | 笠松 | 1:43.6 | 安藤勝己   | 荒川友司   |
| 第23回 | 1998年3月18日 | チェリーラスター   | 牡4  | 笠松 | 1:42.6 | 安藤勝己   | 荒川友司   |
| 第24回 | 1999年3月10日 | ケイオーミステリー | 牡4  | 笠松 | 1:44.0 | 岡部誠     | 山中敏彦   |
| 第25回 | 2000年3月29日 | レジェンドハンター | 牡4  | 笠松 | 1:41.3 | 安藤勝己   | 荒川友司   |
| 第26回 | 2001年3月28日 | レタセモア         | 牡3  | 愛知 | 1:43.3 | 安部幸夫   | 本村光男   |
| 第27回 | 2002年3月22日 | キウィダンス       | 牝3  | 愛知 | 1:59.7 | 吉田稔     | 角田輝也   |
| 第28回 | 2003年3月24日 | チアズファルコン   | 牡3  | 愛知 | 2:01.6 | 吉田稔     | 角田輝也   |
| 第29回 | 2004年3月25日 | パワフルボーイ     | 牡3  | 笠松 | 1:57.1 | 柴山雄一   | 小井土金一 |
| 第30回 | 2005年3月24日 | クインオブクイン   | 牝3  | 笠松 | 1:58.3 | 濱口楠彦   | 松原義夫   |
| 第31回 | 2006年3月29日 | イエロージャケット | 牝3  | 笠松 | 2:00.2 | 安藤光彰   | 小井土金一 |
| 第32回 | 2007年3月8日  | キャプテンハート   | 牡3  | 笠松 | 2:00.3 | 東川公則   | 柴田高志   |
| 第33回 | 2008年3月6日  | ノゾミカイザー     | 牡3  | 愛知 | 2:01.0 | 兒島真二   | 錦見勇夫   |
| 第34回 | 2009年3月5日  | シルバーウインド   | 牝3  | 愛知 | 2:00.5 | 宇都英樹   | 藤ヶ崎一男 |
| 第35回 | 2010年3月5日  | エレーヌ           | 牝3  | 笠松 | 1:56.7 | 筒井勇介   | 山中輝久   |
| 第36回 | 2011年3月10日 | アポインホープ     | 牡3  | 愛知 | 1:59.8 | 戸部尚実   | 原口次夫   |
| 第37回 | 2012年3月8日  | エーシンユリシーズ | 牡3  | 兵庫 | 1:57.7 | 木村健     | 橋本忠男   |
| 第38回 | 2013年3月7日  | エストレーモ       | 牡3  | 愛知 | 1:58.8 | 阪野学     | 川西毅     |
| 第39回 | 2014年3月7日  | ホウライナデシコ   | 牝3  | 愛知 | 1:30.9 | 戸部尚実   | 藤ヶ崎一男 |
| 第40回 | 2015年3月12日 | ハナノパレード     | 牝3  | 愛知 | 1:28.1 | 安部幸夫   | 迫田清美   |
| 第41回 | 2016年3月3日  | カツゲキキトキト   | 牡3  | 愛知 | 1:43.6 | 大畑雅章   | 錦見勇夫   |
| 第42回 | 2017年2月28日 | メモリーミラクル   | 牝3  | 愛知 | 1:46.1 | 友森翔太郎 | 塚田隆男   |
| 第43回 | 2018年2月27日 | サムライドライブ   | 牝3  | 愛知 | 1:43.9 | 丸野勝虎   | 角田輝也   |
| 第44回 | 2019年2月26日 | アンタエウス       | 牡3  | 愛知 | 2:00.5 | 山田祥雄   | 川西毅     |
| 第45回 | 2020年2月24日 | ニュータウンガール | 牝3  | 笠松 | 1:58.8 | 佐藤友則   | 井上孝彦   |
| 第46回 | 2021年2月24日 | ブンブンマル       | 牡3  | 愛知 | 2:00.0 | 戸部尚実   | 川西毅     |
| 第47回 | 2022年2月15日 | アップテンペスト   | 牝3  | 愛知 | 2:01.4 | 加藤聡一   | 井手上慎一 |
| 第48回 | 2023年2月28日 | セブンカラーズ     | 牝3  | 愛知 | 1:50.3 | 山田祥雄   | 川西毅     |
| 第49回 | 2024年2月15日 | スティールアクター | 牡3  | 愛知 | 1:50.5 | 加藤聡一   | 角田輝也   |
| 第50回 | 2025年2月12日 | ページェント       | 牡3  | 愛知 | 1:49.2 | 友森翔太郎 | 塚田隆男   |

※馬齢は2000年以前については旧表記を用いる。

### 各回競走結果の出典
- JBISサーチ
  - 2015年、2016年、2017年、2018年、2019年、2020年、2021年、2022年、2023年、2024年、2025年